# Chapéu cata ovo

Um Chapéu cata ovo

Um chapéu cata ovo (também conhecido como chapéu de balde e chapéu de cubeta) é um chapéu com aba estreita e inclinada para baixo. Normalmente, o chapéu é feito de tecido de algodão resistente, como ganga ou lona, ou lã pesada, como tweed, às vezes com ilhós de metal colocados na parte superior do chapéu para ventilação.

## Descrição
Geralmente é feito de tecido ou tela. Prático, dobra ou amassa para caber em qualquer bolso.
É um chapéu usado por pilotos de planador. Na verdade, eles precisam se proteger do sol e, ao mesmo tempo, manter uma boa visibilidade, principalmente porque a viseira de um boné interfere muito na visão.

## Na cultura popular
É usado pelo personagem Seu Madruga do seriado Chaves, por Al Pacino no filme Serpico (1973), por Johnny Depp em Fear and Loathing in Las Vegas (1998) ou pelos rappers de Run - DMC e Wu-Tang Clan.